# Гаумигс, Таливалдис
Та́ливалдис Га́умигс (латыш. Tālivaldis Gaumigs; 10 августа 1930 года, Валка — 11 апреля 2016 года) — латвийский и советский художник. Эмеритированный профессор Латвийской Академии художеств. Основатель и руководитель отдела дизайна в Латвийской Академии художеств. Кавалер ордена Трёх звёзд.

## Биография
Родился в 1930 году в Валке. В 1934 году с родителями переезжает в Ригу. В 1961 окончил факультет скульптуры Латвийской Академии художеств. В 1961 году начинает работать в Латвийской Академии художеств, в отделе «Искусство в металле». Основывает отделение дизайна. С 1960 года — член Союза художников Латвийской ССР, позднее Латвии. До 2015 года руководил курсом тектоники.
Похоронен на Лесном кладбище.